# MIUI
MIUI fue una capa de personalización para teléfonos inteligentes basada en Android actualmente descontinuada desarrollada por Xiaomi, se destacaba porque tenía una versión global, la cual se caracterizaba por no tener idioma multilenguaje cosa que la primera sí tiene. Ambas versiones están basadas en Android.
Es pronunciado [mi.iú.ái], como en español"Me You I", coincidente con "My UI", "mi interfaz de usuario") Cuenta con una interfaz de usuario muy modificada de Android siendo parecida a iOS la cual incluye funciones adicionales que no se encuentran en otras versiones stock, incluyendo conmutadores en la ventana de notificaciones, nuevas aplicaciones como el reproductor de música, la galería de imágenes o la cámara de fotos, etcétera.
Cabe aclarar que ya no tiene la actualización de android 14, por lo que fue sustituido por HyperOS, como objetivo de unificar todos los productos relacionados con Xiaomi.

## Desarrollo
Actualmente existen dos ramas de MIUI, una estable y otra "weekly". Las interacciones de la primera rama son lanzadas de forma mensual, incluyendo todas las mejoras ya funcionales que se han ido probando en las versiones "weekly", esta última se corresponde con la rama enfocada a "beta testers" o usuarios avanzados, los cuales prueban las nuevas funcionalidades y reportan los errores, esta rama es actualizada semanalmente a través de actualizaciones OTA (Over The Air) Aunque hay que destacar que tanto la versión "weekly" como la versión estable contienen gran cantidad de errores debido a la cantidad masiva de teléfonos inteligentes que Xiaomi lanza cada año.
Las actualizaciones, por lo general, son liberadas todos los jueves, en las versiones China Beta y Global Beta (aunque antes de estas suelen haber betas cerradas a determinados usuarios para intentar corregir errores graves en esta ROM llamada versión "Nigthly" (China Nigthly ROM , Global Nigthly ROM). MIUI entonces es traducido y portado a versiones no oficiales en otros idiomas por desarrolladores independientes. La lista de traducciones se puede encontrar en el sitio oficial de MIUI.
Aparte de las actualizaciones del sistema, MIUI incluye aplicaciones propietarias que actúan de forma similar a las incluidas en otras plataformas, como la de Samsung o Huawei, estas aplicaciones tratan de servir como segunda opción a las aplicaciones de Google, que también vienen incluidas por defecto.
Debido al hecho de que MIUI es desarrollado en China, algunas características que no son relevantes para el mercado chino, como el soporte de WiMax, no están disponibles en MIUI. Dadas las críticas al intento de mantener propietario un kernel que es modificación del kernel Linux, lo que viola la GPL 2.x, el código fuente de ciertos componentes fue liberado entre 2013 y 2015 publicado en GitHub.

## Historia y críticas
MIUI 1
Esta primera versión fue inaugurada el 16 de agosto del 2010, trabajo realizado por 100 seguidores del Android y que querían crear una versión más optimizada y sencilla de usar.
MIUI 2
Siguió mejorando, agregando más actualizaciones y más funciones que mejoraban la experiencia del usuario, estando esta vez en más dispositivos móviles y esto ofrecía una personalización más profunda del terminal.
MIUI 3
Esta versión estuvo basada en Android 2.3; esta versión fue el apogeo de MIUI, dominando las ROMs, esta ofrecía una personalización completa del dispositivo móvil, mejorando su calidad al frente de los usuarios.
MIUI 4
Esta versión fue un boom en el sistema, ya que estaba basado en Android 4.0, introdujo un conjunto de aplicaciones llamadas “Mi Apps” en la cual se integraban antivirus, a diferencia de la versión pura de Android.
MIUI 5
MIUI 6
La interfaz fue rediseñada, se rediseñaron iconos, se incluyeron aplicación y funciones que no contaban los anteriores MIUI, por primera vez, agregaron su primer lema “MIUI Visualmente impresionando, increíblemente simple”.
MIUI 7
Aproximadamente un año después del lanzamiento de la MIUI 6, se lanzó la MIUI 7. Contaba con 4 temas predeterminados, para los usuarios más generalizados, se agregó el texto extra grande. Los cambios más notables fue el la optimización del móvil y la gestión de RAM.
MIUI 8
Esta versión posee dos escritorios con su propio patrón y bloqueo muy diferentes uno del otro, un editor de vídeos disponible en la galería, un tema propio de MIUI 8 y una adaptabilidad a las grandes pantallas que estaban saliendo al momento.
MIUI 9
MIUI 10
Esta versión del MIUI 10 nos ofrece una mejora exponencial en la optimización y la gestión de RAM, es una versión que se lanzó para adaptarse a los nuevos Teléfonos inteligentes de pantalla completa que están dominando el mercado, buscando mejorar la experiencia del usuario con estas pantallas.
Desde los inicios Xiaomi ha incluido publicidad en su software, mayoritariamente a través de las aplicaciones del sistema o del "App vault" o bóveda de aplicaciones (similar a Google Feed), la cual se puede eliminar de la pantalla. Xiaomi se justificó indicando que era una práctica que les permitía vender sus terminales a un precio más reducido, siendo el cuarto mayor fabricante de teléfonos inteligentes. Aunque su media de precio por sus terminales ha aumentado, al igual que ha disminuido la cantidad de publicidad, la cual es prácticamente inexistente en versiones de la región de Europa, sigue vendiendo sus terminales a un precio reducido, con lo cual primordialmente generan ganancias a través de los servicios y venta de accesorios.
Ejemplos como el Mi Note 10, un terminal que su precio de salida fue de 999€ y sin embargo traía publicidad como cualquier otro terminal de la compañía, ha acarriado numerosas críticas, lo cual ha forzado a la compañía a dar su brazo a torcer y reducir la cantidad de recomendaciones, como en la versión de MIUI 11 de India, la cual viene liberada de publicidad, o las opciones para desactivar dichas recomendaciones en las versiones Globales.
MIUI 11
Versión reconocida por su minoría de uso de recursos y una interfaz sencilla, tirando hacia Android Oreo, pero más moderna.
La última versión de MIUI 11 está basada en el sistema operativo Android 10.

MIUI 12
Reconocida en general por su cambios de interfaz y la añadicion de más características base.
La última versión de MIUI 12 está basada en el sistema operativo Android 10.
MIUI 12.5
Actualización intermedia de MIUI 12 dedicada a la mejora del sistema operativo en general, con ciertas limitaciones en la actualización, cuales serían exclusivas a MIUI 12.5 Enhanced Edition.
La última versión de MIUI 12.5 está basada en el sistema operativo Android 11 incluso sin contar con MIUI Enhanced.

MIUI 12.5 (ENHANCED EDITION)
Versión para corregir errores de MIUI 12.5.   
La versión Global de MIUI 12.5 Enhanced Edition trae consigo cuatro importantes novedades. La primera de ella ha sido bautizada como almacenamiento líquido, la cual se centra en mejorar el grado de fragmentación y se trata de una mejora en el grado de fragmentación. Gracias a ello se consigue reducir el número de lecturas y escrituras en el almacenamiento, aumentando así la vida útil del dispositivo.
Además, Xiaomi ha incorporado en esta nueva actualización memoria atómica, un sistema capaz de dar prioridad a ciertas tareas a fin de liberar uso del procesador y de la memoria RAM. Todo ello se combina con cálculo de enfoque, el cual es capaz de priorizar el proceso más obvio a utilizar por el usuario.
Eso si, a diferencia de la versión dirigida a China, MIUI 12.5 Enhanced Edition Global no traerá consigo lo que Xiaomi ha denominado como equilibrio inteligente, un algoritmo encargado de equilibrar el rendimiento y el consumo de energía.
La última versión de MIUI 12.5 Enhanced Edition está basada en el sistema operativo Android 11.
MIUI 13
Bien con cambios estéticos hacen que sea más entretenido y mejor manejable y mejoras en el rendimiento .
La última versión de MIUI 13 está basada en el sistema operativo Android 12.
MIUI 13.1
Versión de Xiaomi que supondrá mejoras generales post-actualización.
Esta estará basada en Android 12 o 13.
MIUI 13.2
Versión estable con alguna mejora más que MIUI 13.1 basada en Android 13.
MIUI 14
Versión confirmada de Xiaomi sucesora de MIUI 13.1. Supondrá ciertas mejoras.
La primera versión de MIUI 14 se basó en el sistema operativo Android 12 y 13.
Es la última versión de MIUI hasta la fecha, ya que fue reemplazado por Xiaomi HyperOS.[cita requerida]

## Dispositivos soportados
Todos los dispositivos Xiaomi  (Incluyendo la gama MI y Redmi), por ejemplo:
- Xiaomi Mi One
- Xiaomi Mi Two/2S
- Xiaomi MI Three
- Xiaomi Hongmi Red Rice
- Xiaomi Mi 3
- Xiaomi MI4
- Xiaomi Mi 4i
- Xiaomi Mi 5/5S/5C/5X
- Xiaomi Mi 6
- Xiaomi Mi 8/Explorer/SE/Pro/Lite/
- Xiaomi Mi 9/SE/T/Explorer
- Xiaomi Mi Play
- Xiaomi Mi Note/Note Pro
- Xiaomi Mi Note 2
- Xiaomi Mi Note 3
- Xiaomi Mi Max
- Xiaomi Mi Max 2
- Xiaomi Mi Max 3
- Xiaomi Mi MIX
- Xiaomi Mi MIX 2/2S
- Xiaomi Mi MIX 3/3 5G
- Xiaomi Redmi/1S
- Xiaomi Redmi Note/Prime
- Xiaomi Redmi 2/2 Pro/2 Prime
- Xiaomi Redmi Note 2
- Xiaomi Redmi 3
- Xiaomi Redmi Note 3/MediaTek
- Xiaomi Redmi 4/4A/4X
- Xiaomi Redmi Note 4/MediaTek
- Xiaomi Redmi 5/5A/5A Prime/5 Plus
- Xiaomi Redmi Note 5
- Xiaomi Redmi S2
- Xiaomi Redmi 6/6A no
- Xiaomi Redmi Note 6 Pro
- Xiaomi Redmi 7/7A
- Xiaomi Redmi Note 7/7 Pro
- Xiaomi Redmi K20/K20 Pro
- Pocophone F1
- Poco F2
- Poco X3 NFC
- Xiaomi Redmi Note 8/8 Pro
- Xiaomi Redmi 8/8A
- Xiaomi Pocophone F2
- Xiaomi Mi 9 Lite
- Xiaomi Mi 9 SE
- Xiaomi Mi 9
- Xiaomi Mi 9T / K20
- Xiaomi Mi 9T Pro / K20 Pro
- Xiaomi Redmi 9
- Xiaomi Redmi Note 9
- Xiaomi Redmi Note 9 Pro
- Xiaomi Mi 10 Lite
- Xiaomi Mi 10 Pro
- Xiaomi Mi Note 10 Lite
- Xiaomi Mi Note 10
- Xiaomi Mi 10T Lite
- Xiaomi Redmi 9T
- redmi 9c[cita requerida]

## Xiaomi Mi A
Xiaomi lanzó al mercado un teléfono inteligente llamado Xiaomi MI One, con MIUI preinstalado de fábrica. Un dispositivo con el que se ganó una memorable comunidad. Desde entonces, casi todos los modelos de Xiaomi han incluido MIUI (excepto la serie A, que salió al mercado con Android One).
Se trata de una serie de 4 dispositivos, desde el Mi A1 hasta el Mi A3 que siguen el programa "Android One" de Google, es decir, Android es un estado más puro y con actualizaciones más frecuentes.
Lo único donde Xiaomi metía de su ecosistema era en la aplicación de Cámara con una interfaz heredada de MIUI